# Mantidactylus salegy
Mantidactylus salegy é uma espécie de anfíbio da família Mantellidae.
A espécie é endémica de Madagáscar.
Os seus habitats naturais são: florestas subtropicais ou tropicais húmidas de baixa altitude e regiões subtropicais ou tropicais húmidas de alta altitude.
Está ameaçada por perda de habitat.